# Imoco Volley 2022-2023
Questa voce raccoglie le informazioni riguardanti l'Imoco Volley nelle competizioni ufficiali della stagione 2022-2023.

## Stagione
Nella stagione 2022-23 l'Imoco Volley assume la denominazione sponsorizzata di Prosecco Doc Imoco Conegliano.
Grazie ai risultati ottenuti nella stagione 2021-22 partecipa alla Supercoppa italiana: vince il trofeo per la sesta volta battendo l'AGIL.
Partecipa per l'undicesima volta alla Serie A1; chiude la regular season di campionato al primo posto in classifica, qualificandosi per i play-off scudetto: conquista il sesto scudetto avendo la meglio nella serie finale sulla Pro Victoria.
Il primo posto al termine del girone di andata consente all'Imoco di prendere parte alla Coppa Italia, riportando la quinta vittoria del torneo con il successo in finale sulla Pro Victoria.
Il secondo posto nella Champions League 2021-22 permette al club di Conegliano di partecipare al campionato mondiale per club: vinto il proprio girone, supera in semifinale il Minas e ha la meglio in finale sul VakıfBank, conquistando il titolo per la seconda volta.
Disputa inoltre la Champions League; terminata la fase a gironi al primo posto nel proprio raggruppamento, nella fase a eliminazione diretta esce nei quarti di finale: contro il Fenerbahçe perde la gara di andata per 3-0, ma vince quella di ritorno per 3-2, estromessa dalla competizione per un peggior quoziente set.

## Organigramma societario
Area direttiva
- Presidente: Piero Garbellotto

Area tecnica
- Allenatore: Daniele Santarelli
- Allenatore in seconda: Valerio Lionetti
- Assistente allenatore: Tommaso Barbato
- Scout man: Marco Greco

Area sanitaria
- Medico: Claudio Dalla Torre, Lorenzo Segre, Vito Lamberti
- Preparatore atletico: Marco Da Lozzo
- Fisioterapista: Ivan Bisetto

## Rosa
| N° | Nome               | Ruolo | Data di nascita   | Nazionalità sportiva |
| -- | ------------------ | ----- | ----------------- | -------------------- |
| 1  | Roberta Carraro    | P     | 17 novembre 1998  | Italia               |
| 2  | Kathryn Plummer    | S     | 16 ottobre 1998   | Stati Uniti          |
| 3  | Kelsey Robinson    | S     | 25 giugno 1992    | Stati Uniti          |
| 4  | Federica Squarcini | C     | 24 settembre 2000 | Italia               |
| 5  | Robin de Kruijf    | C     | 5 maggio 1991     | Paesi Bassi          |
| 6  | Alessia Gennari    | S     | 3 novembre 1991   | Italia               |
| 7  | Stephanie Samedy   | O     | 27 settembre 1998 | Stati Uniti          |
| 8  | Alexa Gray         | S     | 7 agosto 1994     | Canada               |
| 9  | Marina Lubian      | C     | 11 aprile 2000    | Italia               |
| 10 | Monica De Gennaro  | L     | 8 gennaio 1987    | Italia               |
| 11 | Isabelle Haak      | O     | 11 luglio 1999    | Svezia               |
| 12 | Ylenia Pericati    | L     | 22 marzo 1994     | Italia               |
| 13 | Eleonora Furlan    | C     | 10 marzo 1995     | Italia               |
| 14 | Joanna Wołosz      | P     | 7 aprile 1990     | Polonia              |
| 19 | Sarah Fahr         | C     | 12 settembre 2001 | Italia               |

## Mercato
| Acquisti | Acquisti           | Acquisti              | Acquisti   |
| R.       | Nome               | da                    | Modalità   |
| -------- | ------------------ | --------------------- | ---------- |
| P        | Roberta Carraro    | Libertas Martignacco  | definitivo |
| C        | Eleonora Furlan    | Trentino Rosa         | definitivo |
| S        | Alessia Gennari    | Pro Victoria          | definitivo |
| S        | Alexa Gray         | UYBA                  | definitivo |
| O        | Isabelle Haak      | VakıfBank             | definitivo |
| C        | Marina Lubian      | Savino Del Bene       | definitivo |
| L        | Ylenia Pericati    | Pinerolo              | definitivo |
| S        | Kelsey Robinson    | Toyota Queenseis      | definitivo |
| O        | Stephanie Samedy   | Wealth Planet Perugia | definitivo |
| C        | Federica Squarcini | Cuneo Granda          | definitivo |

| Cessioni | Cessioni        | Cessioni     | Cessioni   |
| R.       | Nome            | a            | Modalità   |
| -------- | --------------- | ------------ | ---------- |
| L        | Lara Caravello  | Cuneo Granda | definitivo |
| S        | Megan Courtney  | -            | ritirata   |
| O        | Paola Egonu     | VakıfBank    | definitivo |
| C        | Raphaela Folie  | Pro Victoria | definitivo |
| O        | Giorgia Frosini | Bergamo 1991 | definitivo |
| C        | Eleonora Furlan | Megavolley   | definitivo |
| P        | Giulia Gennari  | Bergamo 1991 | definitivo |
| S        | Loveth Omoruyi  | UYBA         | definitivo |
| C        | Hristina Ruseva | Beijing      | definitivo |
| S        | Myriam Sylla    | Pro Victoria | definitivo |

## Risultati

### Serie A1

#### Girone di andata
| 1ª giornata - 23 ottobre 2022 PalaVerde, Villorba                           | Imoco         | 3 - 0 | Bergamo 1991          | 25-14, 25-21, 25-18               |
| 2ª giornata - 26 ottobre 2022 PalaPiantanida, Busto Arsizio                 | UYBA          | 2 - 3 | Imoco                 | 23-25, 18-25, 25-22, 25-22, 10-15 |
| 3ª giornata - 30 ottobre 2022 PalaCarneroli, Urbino                         | Megavolley    | 0 - 3 | Imoco                 | 13-25, 18-25, 25-27               |
| 4ª giornata - 2 novembre 2022 PalaVerde, Villorba                           | Imoco         | 3 - 0 | Chieri '76            | 25-19, 25-21, 25-22               |
| 5ª giornata - 5 novembre 2022 PalaCastagnaretta, Cuneo                      | Cuneo Granda  | 1 - 3 | Imoco                 | 25-21, 18-25, 24-26, 19-25        |
| 6ª giornata - 13 novembre 2022 PalaVerde, Villorba                          | Imoco         | 3 - 1 | Casalmaggiore         | 25-19, 22-25, 25-17, 25-10        |
| 7ª giornata - 16 novembre 2022 Palazzetto dello Sport, Villafranca Piemonte | Pinerolo      | 0 - 3 | Imoco                 | 21-25, 20-25, 12-25               |
| 8ª giornata - 20 novembre 2022 PalaVerde, Villorba                          | Imoco         | 3 - 1 | Pro Victoria          | 25-14, 25-23, 20-25, 25-16        |
| 9ª giornata - 9 novembre 2022 PalaTerdoppio, Novara                         | AGIL          | 0 - 3 | Imoco                 | 25-27, 11-25, 23-25               |
| 10ª giornata - 4 dicembre 2022 PalaVerde, Villorba                          | Imoco         | 0 - 3 | Savino Del Bene       | 23-25, 22-25, 19-25               |
| 11ª giornata - 23 novembre 2022 PalaVerde, Villorba                         | Imoco         | 3 - 1 | Firenze               | 25-18, 20-25, 25-18, 28-26        |
| 12ª giornata - 30 novembre 2022 PalaFontescodella, Macerata                 | Helvia Recina | 0 - 3 | Imoco                 | 23-25, 16-25, 11-25               |
| 13ª giornata - 26 dicembre 2022 PalaVerde, Villorba                         | Imoco         | 3 - 0 | Wealth Planet Perugia | 25-19, 25-21, 25-11               |

#### Girone di ritorno
| 14ª giornata - 7 gennaio 2023 Palazzetto dello sport, Bergamo | Bergamo 1991          | 0 - 3 | Imoco         | 21-25, 17-25, 26-28               |
| 15ª giornata - 15 gennaio 2023 PalaVerde, Villorba            | Imoco                 | 3 - 1 | UYBA          | 23-25, 25-18, 25-18, 25-22        |
| 16ª giornata - 21 gennaio 2023 PalaVerde, Villorba            | Imoco                 | 3 - 1 | Megavolley    | 25-27, 25-18, 25-17, 25-20        |
| 17ª giornata - 5 febbraio 2023 PalaMaddalene, Chieri          | Chieri '76            | 2 - 3 | Imoco         | 27-25, 25-21, 21-25, 17-25, 9-15  |
| 18ª giornata - 12 febbraio 2023 PalaVerde, Villorba           | Imoco                 | 3 - 0 | Cuneo Granda  | 25-19, 25-21, 25-14               |
| 19ª giornata - 19 febbraio 2023 PalaRadi, Cremona             | Casalmaggiore         | 0 - 3 | Imoco         | 23-25, 13-25, 24-26               |
| 20ª giornata - 26 febbraio 2023 PalaVerde, Villorba           | Imoco                 | 3 - 2 | Pinerolo      | 22-25, 25-22, 25-22, 23-25, 15-12 |
| 21ª giornata - 5 marzo 2023 Palalido, Milano                  | Pro Victoria          | 0 - 3 | Imoco         | 23-25, 15-25, 23-25               |
| 22ª giornata - 11 marzo 2023 PalaVerde, Villorba              | Imoco                 | 3 - 1 | AGIL          | 22-25, 25-23, 25-19, 25-13        |
| 23ª giornata - 19 marzo 2023 PalaWanny, Firenze               | Savino Del Bene       | 1 - 3 | Imoco         | 19-25, 17-25, 25-20, 20-25        |
| 24ª giornata - 26 marzo 2023 PalaWanny, Firenze               | Firenze               | 0 - 3 | Imoco         | 15-25, 20-25, 17-25               |
| 25ª giornata - 1º aprile 2023 PalaVerde, Villorba             | Imoco                 | 3 - 0 | Helvia Recina | 25-15, 25-22, 25-21               |
| 26ª giornata - 8 aprile 2023 PalaEvangelisti, Perugia         | Wealth Planet Perugia | 0 - 3 | Imoco         | 21-25, 15-25, 20-25               |

#### Play-off scudetto
| Quarti di finale (gara 1) - 15 aprile 2023 PalaVerde, Villorba           | Imoco        | 3 - 0 | UYBA         | 25-18, 25-15, 25-19               |
| Quarti di finale (gara 2) - 18 aprile 2023 PalaPiantanida, Busto Arsizio | UYBA         | 0 - 3 | Imoco        | 15-25, 19-25, 24-26               |
| Semifinali (gara 1) - 26 aprile 2023 PalaVerde, Villorba                 | Imoco        | 3 - 0 | AGIL         | 25-16, 25-22, 26-24               |
| Semifinali (gara 2) - 29 aprile 2023 PalaTerdoppio, Novara               | AGIL         | 1 - 3 | Imoco        | 21-25, 18-25, 25-20, 23-25        |
| Finale (gara 1) - 6 maggio 2023 PalaVerde, Villorba                      | Imoco        | 3 - 2 | Pro Victoria | 23-25, 25-23, 23-25, 25-19, 15-11 |
| Finale (gara 2) - 9 maggio 2023 Arena di Monza, Monza                    | Pro Victoria | 3 - 0 | Imoco        | 25-22, 25-23, 25-18               |
| Finale (gara 3) - 11 maggio 2023 PalaVerde, Villorba                     | Imoco        | 2 - 3 | Pro Victoria | 21-25, 25-14, 25-20, 25-27, 13-15 |
| Finale (gara 4) - 13 maggio 2023 Arena di Monza, Monza                   | Pro Victoria | 0 - 3 | Imoco        | 24-26 20-25 17-25                 |
| Finale (gara 5) - 15 maggio 2023 PalaVerde, Villorba                     | Imoco        | 3 - 1 | Pro Victoria | 23-25, 26-24, 25-17, 25-21        |

### Coppa Italia
| Quarti di finale - 24 gennaio 2023 PalaVerde, Villorba         | Imoco | 3 - 0 | Cuneo Granda | 25-12, 25-19, 25-12        |
| Semifinali - 28 gennaio 2023 Unipol Arena, Casalecchio di Reno | Imoco | 3 - 1 | AGIL         | 25-21, 25-22, 18-25, 25-23 |
| Finale - 29 gennaio 2023 Unipol Arena, Casalecchio di Reno     | Imoco | 3 - 0 | Pro Victoria | 25-17, 25-23, 25-19        |

### Supercoppa italiana
| Finale - 26 novembre 2022 Palazzo Wanny, Firenze | Imoco | 3 - 1 | AGIL | 25-23 17-25 25-17 25-17 |

### Campionato mondiale per club

#### Fase a gironi
| 2ª Giornata - 15 dicembre 2022 Antalya Spor Salonu, Adalia | Imoco      | 3 - 0 | Praia Clube | 25-22, 25-21, 25-21        |
| 3ª Giornata - 16 dicembre 2022 Antalya Spor Salonu, Adalia | Eczacıbaşı | 1 - 3 | Imoco       | 18-25, 25-21, 22-25, 18-25 |

#### Fase a eliminazione diretta
| Semifinali - 17 dicembre 2022 Antalya Spor Salonu, Adalia | Imoco | 3 - 0 | Minas     | 25-12, 25-17, 25-21        |
| Finale - 18 dicembre 2022 Antalya Spor Salonu, Adalia     | Imoco | 3 - 1 | VakıfBank | 25-18, 22-25, 25-21, 25-21 |

### Champions League

#### Fase a gironi
| 1ª giornata - 7 dicembre 2022 PalaVerde, Villorba          | Imoco              | 3 - 0 | Vasas              | 25-15, 25-16, 25-19        |
| 2ª giornata - 21 dicembre 2022 Palais des Sports, Mulhouse | Mulhouse           | 0 - 3 | Imoco              | 22-25, 14-25, 18-25        |
| 3ª giornata - 10 gennaio 2023 Hala Podpromie, Rzeszów      | Developres Rzeszów | 1 - 3 | Imoco              | 25-16, 18-25, 16-25, 16-25 |
| 4ª giornata - 18 gennaio 2023 PalaVerde, Villorba          | Imoco              | 3 - 0 | Mulhouse           | 25-15, 25-19, 25-20        |
| 5ª giornata - 31 gennaio 2023 Riz Levente Sport, Budapest  | Vasas              | 1 - 3 | Imoco              | 17-25, 25-22, 21-25, 18-25 |
| 6ª giornata - 8 febbraio 2023 PalaVerde, Villorba          | Imoco              | 3 - 0 | Developres Rzeszów | 25-20, 25-17, 25-16        |

#### Fase a eliminazione diretta
| Quarti di finale (andata) - 16 marzo 2023 Burhan Felek Spor Salonu, Istanbul | Fenerbahçe | 3 - 0 | Imoco      | 25-19, 25-17, 25-19               |
| Quarti di finale (ritorno) - 23 marzo 2023 PalaVerde, Villorba               | Imoco      | 3 - 2 | Fenerbahçe | 23-25, 15-25, 25-23, 25-20, 15-13 |

## Statistiche

### Statistiche di squadra
| Competizione                 | Punti | In casa | In casa | In casa | In trasferta | In trasferta | In trasferta | Totale | Totale | Totale |
| Competizione                 | Punti | G       | V       | P       | G            | V            | P            | G      | V      | P      |
| ---------------------------- | ----- | ------- | ------- | ------- | ------------ | ------------ | ------------ | ------ | ------ | ------ |
| Serie A1                     | 72    | 18      | 16      | 2       | 17           | 16           | 1            | 35     | 32     | 3      |
| Coppa Italia                 | -     | 1       | 1       | 0       | 0            | 0            | 0            | 3      | 3      | 0      |
| Supercoppa italiana          | -     | -       | -       | -       | -            | -            | -            | 1      | 1      | 0      |
| Campionato mondiale per club | 6     | -       | -       | -       | -            | -            | -            | 4      | 4      | 0      |
| Champions League             | 18    | 4       | 4       | 0       | 4            | 3            | 1            | 8      | 7      | 1      |
| Totale                       | -     | 23      | 21      | 2       | 21           | 19           | 2            | 51     | 47     | 4      |

G = partite giocate; V = partite vinte; P = partite perse

### Statistiche dei giocatori
| Giocatore     | Serie A1 | Serie A1 | Serie A1 | Serie A1 | Serie A1 | Coppa Italia | Coppa Italia | Coppa Italia | Coppa Italia | Coppa Italia | Supercoppa italiana | Supercoppa italiana | Supercoppa italiana | Supercoppa italiana | Supercoppa italiana | Campionato mondiale per club | Campionato mondiale per club | Campionato mondiale per club | Campionato mondiale per club | Campionato mondiale per club | Champions League | Champions League | Champions League | Champions League | Champions League | Totale | Totale | Totale | Totale | Totale |
| Giocatore     | P        | PT       | AV       | MV       | BV       | P            | PT           | AV           | MV           | BV           | P                   | PT                  | AV                  | MV                  | BV                  | P                            | PT                           | AV                           | MV                           | BV                           | P                | PT               | AV               | MV               | BV               | P      | PT     | AV     | MV     | BV     |
| ------------- | -------- | -------- | -------- | -------- | -------- | ------------ | ------------ | ------------ | ------------ | ------------ | ------------------- | ------------------- | ------------------- | ------------------- | ------------------- | ---------------------------- | ---------------------------- | ---------------------------- | ---------------------------- | ---------------------------- | ---------------- | ---------------- | ---------------- | ---------------- | ---------------- | ------ | ------ | ------ | ------ | ------ |
| R. Carraro    | 15       | 10       | 4        | 5        | 1        | 2            | 0            | 0            | 0            | 0            | 0                   | 0                   | 0                   | 0                   | 0                   | 2                            | 0                            | 0                            | 0                            | 0                            | 6                | 2                | 1                | 0                | 1                | 25     | 12     | 5      | 5      | 2      |
| M. De Gennaro | 34       | 0        | 0        | 0        | 0        | 3            | 0            | 0            | 0            | 0            | 1                   | 0                   | 0                   | 0                   | 0                   | 4                            | 0                            | 0                            | 0                            | 0                            | 7                | 0                | 0                | 0                | 0                | 49     | 0      | 0      | 0      | 0      |
| R. de Kruijf  | 27       | 136      | 96       | 29       | 11       | 2            | 4            | 2            | 2            | 0            | 1                   | 4                   | 3                   | 1                   | 0                   | 4                            | 37                           | 31                           | 4                            | 2                            | 7                | 66               | 46               | 16               | 4                | 41     | 247    | 178    | 52     | 17     |
| S. Fahr       | 17       | 139      | 96       | 36       | 7        | 2            | 12           | 5            | 7            | 0            | 0                   | 0                   | 0                   | 0                   | 0                   | -                            | -                            | -                            | -                            | -                            | 4                | 22               | 14               | 7                | 1                | 23     | 173    | 115    | 50     | 8      |
| E. Furlan     | 3        | 2        | 2        | 0        | 0        | 0            | 0            | 0            | 0            | 0            | 1                   | 1                   | 1                   | 0                   | 0                   | 0                            | 0                            | 0                            | 0                            | 0                            | 2                | 2                | 2                | 0                | 0                | 6      | 5      | 5      | 0      | 0      |
| A. Gennari    | 32       | 105      | 83       | 16       | 6        | 3            | 3            | 3            | 0            | 0            | 1                   | 6                   | 4                   | 0                   | 2                   | 4                            | 0                            | 0                            | 0                            | 0                            | 6                | 23               | 20               | 1                | 2                | 46     | 137    | 110    | 17     | 10     |
| A. Gray       | 19       | 181      | 168      | 6        | 7        | 1            | 0            | 0            | 0            | 0            | 1                   | 0                   | 0                   | 0                   | 0                   | 4                            | 23                           | 21                           | 0                            | 2                            | 6                | 60               | 57               | 2                | 1                | 31     | 264    | 246    | 8      | 10     |
| I. Haak       | 32       | 645      | 569      | 53       | 23       | 3            | 66           | 53           | 6            | 7            | 1                   | 22                  | 19                  | 3                   | 0                   | 4                            | 99                           | 88                           | 7                            | 4                            | 8                | 121              | 105              | 11               | 5                | 48     | 953    | 834    | 80     | 39     |
| M. Lubian     | 31       | 235      | 167      | 40       | 28       | 3            | 20           | 16           | 3            | 1            | -                   | -                   | -                   | -                   | -                   | 3                            | 27                           | 19                           | 4                            | 4                            | 4                | 19               | 15               | 1                | 3                | 41     | 301    | 217    | 48     | 36     |
| Y. Pericati   | 16       | 0        | 0        | 0        | 0        | 0            | 0            | 0            | 0            | 0            | 1                   | 0                   | 0                   | 0                   | 0                   | 3                            | 0                            | 0                            | 0                            | 0                            | 2                | 0                | 0                | 0                | 0                | 22     | 0      | 0      | 0      | 0      |
| K. Plummer    | 32       | 367      | 307      | 40       | 20       | 3            | 38           | 34           | 3            | 1            | 1                   | 17                  | 17                  | 0                   | 0                   | 3                            | 30                           | 23                           | 4                            | 3                            | 7                | 45               | 42               | 2                | 1                | 46     | 497    | 423    | 49     | 25     |
| K. Robinson   | 34       | 285      | 239      | 26       | 20       | 3            | 32           | 28           | 2            | 2            | 1                   | 3                   | 3                   | 0                   | 0                   | 4                            | 38                           | 29                           | 8                            | 1                            | 7                | 56               | 54               | 1                | 1                | 49     | 414    | 353    | 37     | 24     |
| S. Samedy     | 8        | 17       | 17       | 0        | 0        | 1            | 1            | 1            | 0            | 0            | 0                   | 0                   | 0                   | 0                   | 0                   | -                            | -                            | -                            | -                            | -                            | 3                | 13               | 10               | 3                | 0                | 12     | 31     | 28     | 3      | 0      |
| F. Squarcini  | 30       | 150      | 80       | 36       | 34       | 3            | 9            | 4            | 4            | 1            | 1                   | 13                  | 8                   | 1                   | 4                   | 2                            | 3                            | 2                            | 1                            | 0                            | 8                | 31               | 21               | 6                | 4                | 44     | 206    | 115    | 48     | 43     |
| J. Wołosz     | 32       | 66       | 29       | 24       | 13       | 3            | 8            | 4            | 2            | 2            | 1                   | 1                   | 0                   | 1                   | 0                   | 4                            | 13                           | 5                            | 5                            | 3                            | 8                | 22               | 5                | 10               | 7                | 48     | 110    | 43     | 42     | 25     |

P = presenze; PT = punti totali; AV = attacchi vincenti; MV = muri vincenti; BV = battute vincenti